# Moment of Glory
Albums de Scorpions
Eye II Eye
(1999) Acoustica
(2001)
Singles
1. Moment of Glory
Sortie : 8 août 2000
2. Hurricane 2000
Sortie : 8 août 2000
3. Here In My Heart
Sortie : 8 août 2000

Moment of Glory est un album et un DVD du groupe de hard rock, allemand Scorpions. Il est sorti le 8 août 2000 et a été produit par le groupe et Christian Kolonovits. Il a été réalisé avec le concours de l'orchestre philharmonique de Berlin. Outre  trois nouveaux titres, cet album reprend des grands classiques du groupe.

## Historique
Cet album fut enregistré en Autriche, Allemagne, Belgique, Italie et en Angleterre. Les parties de l'orchestre philharmonique furent enregistrés au NLG- Studio Saal 1 à Berlin en Allemagne.
"Hurricane 2000" n'est autre que l'arrangement classique du titre Rock You Like a Hurricane, qui sera rebaptisé Hurricane 2001 sur l'album Acoustica.
Le morceau instrumental Deadly Sting Suite est basé sur deux anciens titres du groupe : He's a Woman, She's a Man et Dynamite. Il comprend également Crossfire sur le DVD.
Le titre Here in my Heart est une reprise d'un morceau écrit par Diane Warren en 1990, interprété par Tiffany, figurant sur l'album New Inside. Pour cette reprise le micro fut confié à la chanteuse Lyn Liechty.
Sur Big City Nights, Klaus Meine partage le micro avec Ray Wilson, ex et troisième chanteur du groupe Genesis. Sur Send Me an Angel, c'est le chanteur italien Zucchero qui apporta sa contribution vocale.
Le morceau "Moment of Glory" est bien interprété deux fois sur le DVD.
Le concert enregistré sur le DVD a lieu à Hanovre en Allemagne, ville où se sont rencontrés les membres de Scorpions.
Cet album se classa à la 3e place des charts en Allemagne, pays où il sera certifié disque d'or pour s'être vendu à plus de cent cinquante mille exemplaires.

## Liste des titres de l'album
| 1.    | Hurricane 2000                                                           | Klaus Meine, Rudolf Schenker, Herman Rarebell | 6:04 |
| 2.    | Moment of Glory                                                          | Meine                                         | 5:08 |
| 3.    | Send Me an Angel                                                         | Meine, R. Schenker                            | 6:19 |
| 4.    | Wind of Change                                                           | Meine                                         | 7:36 |
| 5.    | Prologue Midnight In Moscow / Crossfire (instrumental)                   | Vassili Soloviov-Sedoï / Meine, R. Schenker   | 6:47 |
| 6.    | Deadly Sting Suite (He's a Woman, She's a Man / Dynamite) (instrumental) | Meine, R. Schenker, Rarebell                  | 7:22 |
| 7.    | Here In My Heart                                                         | Diane Warren                                  | 4:20 |
| 8.    | Still Loving You                                                         | Meine, R. Schenker                            | 7:28 |
| 9.    | Big City Nights                                                          | Meine, R. Schenker                            | 4:37 |
| 10.   | Lady Starlight                                                           | Meine, R. Schenker                            | 5:32 |
| 61:14 |                                                                          |                                               |      |

## Liste des titres du DVD (concert au parc d’exposition de Hanovre)
- Concert au parc d’exposition de Hanovre

1. "Hurricane 2000" – 6:34
2. "Moment Of Glory" – 8:00
3. "You And I" – 6:01
4. "We Don't Own The World" – 9:54
5. "Here In My Heart" – 5:44
6. "We'll Burn the Sky" – 6:47
7. "Big City Nights" – 5:21
8. "Deadly Sting Suite" (1.Crossfire, 2.He's a woman, She's a Man, 3.Dynamite) – 15:49
9. "Wind of Change" – 9:41
10. "Still Loving You" – 8:50
11. "Moment Of Glory" – 7:16

Durée approximative : 90 minutes

## Musiciens
Scorpions
- Klaus Meine: chant
- Rudolf Schenker: guitare rythmique, solo et acoustique
- Matthias Jabs:  guitare rythmique, solo et acoustique
- James Kottak: Batterie

Invités
- Lyn Liechty : chant sur Here In My Heart
- Zucchero: chant sur Send Me an Angel
- Ray Wilson: chant sur Big City Nights
- Ken Taylor: basse
- Guenther Becker: sitar sur Lady Starlight
- Stefan Schrupp: programmation de l'ordinateur et de la batterie
- Gumpoldtskirchener Spatzen, Vienna: chorale d'enfants sur Moment of Glory
- Vince Pirillo, Kai Petersen, Michael Perfler: chœurs on "Moment of Glory"
- Susie Webb, Zoë Nicholas, Rita Campbell, Melanie Marshall: chœurs sur les titres 1, 3, 4, 8, 9 & 10
- L'Orchestre philharmonique de Berlin

## Charts et certification

### Album
Charts
| Pays      | Durée du classement | Meilleur classement | Date           |
| --------- | ------------------- | ------------------- | -------------- |
| Allemagne | 17 semaines         | 3e                  | 3 juillet 2000 |
| France    | 1 semaine           | 70e                 | 8 juillet 2000 |
| Portugal  | 1 semaine           | 28e                 | 10 mars 2003   |
| Suisse    | 8 semaines          | 48e                 | 6 août 2000    |

Certification
| Pays      | Certification | Ventes    | Date |
| --------- | ------------- | --------- | ---- |
| Allemagne | Or            | 150 000 + | 2000 |

### Singles
| Single           | Pays                  | Durée du classement | Meilleur classement | Date              |
| ---------------- | --------------------- | ------------------- | ------------------- | ----------------- |
| Moment of Glory  | Deutsche single chart | 9 semaines          | 67e                 | 17 juillet 2000   |
| Here In My Heart | UK Singles Chart      | 1 semaines          | 91e                 | 16 septembre 2000 |